# Trinomys gratiosus
Trinomys gratiosus és una espècie de mamífer rosegador de la família de les rates espinoses. És endèmica de la Mata Atlàntica del Brasil, on viu a altituds de més de 600 msnm. El seu hàbitat natural són els boscos primaris i secundaris amb un dosser dens. És una espècie en risc mínim, és a dir, no sembla que hi hagi cap amenaça significativa per a la seva supervivència.